# هونگ جونگ هیون
هونگ جونگ-هیون (انگلیسی: Hong Jong-hyun؛ زادهٔ ۷ ژانویهٔ ۱۹۹۰) یک هنرپیشه اهل کره جنوبی است. وی از سال ۲۰۰۷ میلادی تاکنون مشغول فعالیت بوده‌است.
از فیلم‌ها یا برنامه‌های تلویزیونی که وی در آن نقش داشته‌است می‌توان به مامان اشاره کرد؛ و درسریال عاشقان ماه نیز نقش شاهزاده سوم وانگ یو را داشته‌است. . هونگ جونگ هیون همچنین نویسنده هم هست او هم کارگردان است هم نویسنده او نویسنده سریال تو زیبایی است که محصول سال ۲۰۰۹ است و پارک شین هه در این سریال نقش اول است

## فیلم‌ها
عاشقان‌ماه(۲۰۱۶)
مادر من
پادشاه عاشق(۲۰۱۷)